# Erika Trautmann-Nehring
Erika Frieda Charlotte Trautmann-Nehring (geb. Nehring; * 15. April 1897 in Osterwick, heute Ostrowite in Chojnice (Landgemeinde), Kr. Konitz; † 29. Dezember 1968 in Münster) war eine deutsche Archäologin und Illustratorin, die zusammen mit ihrem Lebensgefährten Franz Altheim für die Erforschung der Felsritzungen des Val Camonica in Italien bekannt geworden ist.

## Leben
Erika Nehring wuchs in einer wohlhabenden Familie, zu der viele Militärs und Akademiker gehörten, in Westpreußen auf. Ihr Vater Arthur Nehring (1861–1931) besaß ein kleineres Gut nahe Osterwick. Erika war das zweitjüngste von sieben Kindern, ein Cousin war der General Walther Nehring. Einer ihrer Vorfahren, Johann Nehring, war ein berühmter brandenburgischer Architekt im 17. Jahrhundert. Nach der Abtretung an Polen 1918 wurden die elterlichen Güter beschlagnahmt, die Mutter starb Ende 1918, mit dem Vater und den Geschwistern verließ Erika Westpreußen. 
Sie zog nach Berlin und lernte als Illustratorin im Lettehaus und an der Berliner Hochschule der Künste, wo sie die goldenen Zwanziger erlebte. 1925 heiratete sie den wohlhabenden Ingenieur Bernhard Trautmann (* 1900) und zog mit ihm nach Frankfurt am Main. 1933 begann sie auf der Suche nach einer kreativen Tätigkeit am Forschungsinstitut fur Kulturmorphologie zu arbeiten, das Leo Frobenius in Frankfurt am Main leitete. 1934 kopierte sie in seinem Auftrag Wandmalereien in Spanien und Frankreich. Bei einer Tätigkeit 1936 an den Felsritzungen im Valcamonica traf sie den Altphilologen Franz Altheim, der an der Universität Frankfurt lehrte. Beide wurden ein Paar und publizierten Arbeiten über Alte Geschichte, Runen und die indogermanischen Wanderungen. Von ihrem Mann wurde sie im Oktober 1937 geschieden. Den mit Altheim veröffentlichten Aufsatz ließ sie über ihren Bekannten Hermann Göring an Himmler weiterleiten.
Altheim und Trautmann schlossen sich dem Ahnenerbe Heinrich Himmlers an und erhielten Förderungen für ihre Forschungen in Val Camonica, in Rumänien und Kroatien. Nach weiteren Reisen in Serbien, der Türkei und Griechenland zog das Forscherpaar nach Damaskus, um an der einstigen römischen Ostgrenze Neues zu den Kämpfen der indogermanischen Völker mit semitischen Stämmen zu erfahren. Im Irak trafen sie sich auf Vermittlung des Botschafters Fritz Grobba mit Forschern und besuchten parthische und persische Ruinen bei Bagdad. Das Ahnenerbe unterstützte diese Reise mit 6800 RM, die aus der Kasse des persönlichen Stabes des RF-SS stammten. Gleichzeitig erfüllten sie Aufträge für den SD, indem sie im Auftrag von Wolfram Sievers auch Berichte über den Irak und Iran anfertigten, die auch Himmler vorgelegt wurden.
Nach 1945 schloss ihre Arbeit für das SS-Ahnenerbe sie – anders als Altheim oder Herbert Jankuhn – von einer weiteren akademischen Karriere aus, insbesondere auch, da sie keinerlei akademische Ausbildung hatte. Sie arbeitete aber weiter als Illustratorin und Autorin vieler akademischer Bücher.

## Schriften
- Bildaufnahmen zu: Franz Altheim: Die Soldatenkaiser. Klostermann, Frankfurt/Main 1939 (Digitalisat).
- mit Franz Altheim: Vom Ursprung der Runen. Klostermann, Frankfurt am Main 1939.
- mit Franz Altheim: Italien und die dorische Wanderung. Pantheon, Amsterdam 1940.
- Bildaufnahmen zu: Franz Altheim: Italien und Rom. Pantheon, Amsterdam 1941.
- mit Franz Altheim: Kimbern und Runen: Untersuchungen zur Ursprungsfrage der Runen. Ahnenerbe-Stiftung Verlag, Berlin 1942.
- Bildaufnahmen zu: Franz Altheim: Die Krise der Alten Welt im 3. Jahrhundert n. Zw. und ihre Ursachen. 2 Bände, Ahnenerbe-Stiftung, Berlin 1943.
- mit Franz Altheim: Götter und Kaiser. Ahnenerbe-Stiftung, Berlin-Dahlem 1943.
- Die Felsbilder der Val Camonica. 2 Bände, Transmare-Photo, Berlin 1947.
- Bildaufnahmen zu: Franz Altheim: Weltgeschichte Asiens im griechischen Zeitalter. M. Niemeyer, Halle 1947.
- Bildtafeln zu: Franz Altheim: Aus Spätantike und Christentum. Niemeyer, Tübingen 1951.
- Bildteil zu: Franz Altheim: Attila und die Hunnen. Verlag für Kunst und Wissenschaft, Baden-Baden 1951.
- Bildteil zu: Franz Altheim, Ruth Altheim-Stiehl: Finanzgeschichte der Spätantike. Klostermann, Frankfurt am Main 1957.